# Coccyzus longirostris
Coccyzus longirostris е вид птица от семейство Cuculidae.

## Разпространение
Видът е разпространен в Доминиканската република и Хаити.